# 487

## Починали
- Сиагрий, римски пълководец и наместник в Северна Галия